# Grünenbaum (Wipperfürth)
Grünenbaum ist eine Ortschaft in der Gemeinde Wipperfürth im Oberbergischen Kreis im Regierungsbezirk Köln in Nordrhein-Westfalen (Deutschland).

## Lage und Beschreibung
Der Ort liegt im Westen der Stadt Wipperfürth im Tal des Flusses Wupper. Im Norden der Ortschaft mündet der Grünenbaumer Bach in einen Seitenarm der Wupper. Nachbarorte sind Jostberg, Hämmern, Hilgersbrücke und Kleppersfeld.
Politisch wird Grünenbaum durch den Direktkandidaten des Wahlbezirks 17.1 (171) Hämmern im Rat der Stadt Wipperfürth vertreten.

## Geschichte
Ab der amtlichen topografischen Karte (Preußische Neuaufnahme) von 1894 bis 1896 ist der Ort in den topografischen Karten verzeichnet.

## Busverbindungen
Über die Haltestelle Hämmern der Linie 336 (VRS/OVAG) ist Grünenbaum an den öffentlichen Personennahverkehr angebunden.